# Morpho tenuilimbata
Morpho tenuilimbata är en fjärilsart som beskrevs av Hans Fruhstorfer 1907. Morpho tenuilimbata ingår i släktet Morpho och familjen praktfjärilar. Inga underarter finns listade i Catalogue of Life.